# كارلوس مانويل تشافيز
كارلوس مانويل تشافيز (بالإسبانية: Carlos Manuel Chavez)‏ هو جراح بيروفي، ولد في 25 ديسمبر 1931.